# Liste der Universitäten in Syrien
Dies ist eine Liste der Universitäten in Syrien. 
Es gibt staatliche und seit 2003 eine Reihe privater Universitäten in Syrien. Mit dem Bürgerkrieg in Syrien seit 2011 gibt es Unterbrechungen und Verlegungen des Lehrbetriebs.

## Staatliche Universitäten
|   | Hochschulname             | Trägerschaft | Sitz          | Gründung | Website                                                                |
| - | ------------------------- | ------------ | ------------- | -------- | ---------------------------------------------------------------------- |
| 1 | Universität Damaskus      | staatlich    | Damaskus      | 1923     | damascusuniversity.edu.sy                                              |
| 2 | Universität Aleppo        | staatlich    | Aleppo        | 1958     | alepuniv.edu.sy                                                        |
| 3 | Baath-Universität         | staatlich    | Homs          | 1979     | albaath-univ.edu.sy                                                    |
| 4 | Tischrin-Universität      | staatlich    | Latakia       | 1971     | tishreen.edu.sy                                                        |
| 5 | Al-Furat-Universität      | staatlich    | Deir ez-Zor   | 2007     | alfuratuniv.edu.sy (Memento vom 23. Dezember 2010 im Internet Archive) |
| 6 | Syrian Virtual University | staatlich    | Damaskus      | 2002     | svuonline.org                                                          |
| 7 | Universität Tartous       | staatlich    | Tartous       | 2014     | http://tartous-univ.edu.sy/tartous-university/ar/index                 |
| 8 | Hama University           | staatlich    | Hama (Syrien) | 2014     | hama-univ.edu.sy                                                       |

## Private Universitäten
|  | Hochschulname                                                        | Abkürzung | Sitz          | Gründung | Website                                                              |
|  | -------------------------------------------------------------------- | --------- | ------------- | -------- | -------------------------------------------------------------------- |
|  | Syrian Private University                                            | SPU       | Damaskus      | 2007     | spu.edu.sy                                                           |
|  | Arab International University                                        | AIU       | Darʿā         | 2007     | aiu.edu.sy (Memento vom 3. September 2009 im Internet Archive)       |
|  | International University for Science and Technology                  | IUST      | Damaskus      | 2007     | iust.edu.sy                                                          |
|  | University of Kalamoon                                               | UOK       | Rif Dimaschq  | 2003     | uok.edu.sy                                                           |
|  | Al Rasheed International Private University for Science & Technology | RU        | Damaskus      | 2007     | ru.edu.sy                                                            |
|  | Yarmouk Private University                                           | YPU       | Darʿā         | 2008     | ypu.edu.sy                                                           |
|  | Wadi International University                                        | WIU       | Homs          | 2006     | wiu.edu.sy                                                           |
|  | Al-Wataniya Private University                                       | WPU       | Hama (Syrien) | 2007     | wpu.sy                                                               |
|  | Hawash Private University                                            | HPU       | Homs          | 2009     | hpu.sy                                                               |
|  | Arab Academy for Science, Technology and Maritime Transport          | AAST      | Latakia       | 2007     | syria.aast.edu                                                       |
|  | Al-Andalus University for Medical Sciences                           | AU        | Tartus        | 2008     | au.edu.sy                                                            |
|  | Al-Shahba University (Gulf University bis 2012)                      | SU        | Aleppo        | 2009     | su-aleppo.com                                                        |
|  | Ebla Private University                                              | EPU       | Idlib         | 2009     | arb.ebla-uni.edu.sy (Memento vom 26. April 2012 im Internet Archive) |
|  | Mamoun University for Science and Technology                         | MUST      | Aleppo        | 2003     | must.edu.sy (Memento vom 15. September 2014 im Internet Archive)     |
|  | Ittihad Private University                                           | IPU       | Ar-Raqqa      | 2004     | uu-sy.com                                                            |
|  | Aljazeera University                                                 | JU        | Deir ez-Zor   | 2007     | jude.edu.sy                                                          |